# Nufstjärnen
Nufstjärnen är en sjö i Krokoms kommun i Jämtland och ingår i Indalsälvens huvudavrinningsområde. Sjön har en area på 0,0726 kvadratkilometer och ligger 392,1 meter över havet. Sjön avvattnas av vattendraget Liån.

## Delavrinningsområde
Nufstjärnen ingår i det delavrinningsområde (705375-141104) som SMHI kallar för Mynnar i Landögssjön. Medelhöjden är 423 meter över havet och ytan är 31,13 kvadratkilometer. Det finns inga avrinningsområden uppströms utan avrinningsområdet är högsta punkten. Liån som avvattnar avrinningsområdet har biflödesordning 3, vilket innebär att vattnet flödar genom totalt 3 vattendrag innan det når havet efter 252 kilometer. Avrinningsområdet består mestadels av skog (78 procent) och sankmarker (12 procent). Avrinningsområdet har 0,47 kvadratkilometer vattenytor vilket ger det en sjöprocent på 1,5 procent.